# Piramide (Cornelius Rogge)
Piramide is een artistiek kunstwerk in Amsterdam-Zuid.
Het is een creatie van Cornelius Rogge. Deze werd in de jaren zestig enigszins bekend vanwege een serie tenten die hij liet maken. Nadeel van de serie was dat die kunstwerken langzaamaan sleten en verwaaiden. De piramide, die aan de Fred. Roeskestraat staat, is zowel een ruimtelijke als bouwkundige piramide. Rogge liet zich inspireren tijdens een vakantie naar Egypte. De piramide is tevens een voortzetting van zijn tentenserie, maar deze tent lijkt onverwoestbaar. Hij is van graniet en metaal, volgens de site Buitenbeeld in beeld een tent van steen.
Het kunstwerk werd rond 1994 geplaatst voor een school; bij uitbreidingen van het schoolcomplex verhuisde Piramide naar de achterkant. Hij moet gezocht worden op de zuidelijke kade van het Zuider Amstelkanaal (alleen toegankelijk voor voetgangers) nabij het Geert Groote College Amsterdam.